# Little Saskatchewan River
Little Saskatchewan River är ett vattendrag i Kanada.   Det ligger i provinsen Manitoba, i den sydöstra delen av landet, 1 900 km väster om huvudstaden Ottawa.
Trakten runt Little Saskatchewan River består till största delen av jordbruksmark. Runt Little Saskatchewan River är det mycket glesbefolkat, med 4 invånare per kvadratkilometer.